# Kaposszerdahely, Somogy
Kaposszerdahely  este un sat în districtul Kaposvár, județul Somogy, Ungaria, având o populație de 1.022 de locuitori (2011). 

## Demografie
Componența etnică a satului Kaposszerdahely
     Maghiari (91,07%)
     Romi (7,32%)
     Necunoscut (0,65%)
     Alții (0,97%)
Componența confesională a satului Kaposszerdahely
     Romano-catolici (48,14%)
     Fără religie (14,58%)
     Reformați (3,82%)
     Necunoscută (31,8%)
     Alte religii (4,31%)
Conform recensământului din 2011, satul Kaposszerdahely avea 1.022 de locuitori. Din punct de vedere etnic, majoritatea locuitorilor (91,07%) erau maghiari, cu o minoritate de romi (7,32%). Apartenența etnică nu este cunoscută în cazul a 0,65% din locuitori. Nu există o religie majoritară, locuitorii fiind romano-catolici (48,14%), persoane fără religie (14,58%) și reformați (3,82%). Pentru 31,8% din locuitori nu este cunoscută apartenența confesională.